# Sant Bartomeu d'Alpicat
Sant Bartomeu d'Alpicat és un monument del municipi d'Alpicat (Segrià) inclòs en l'Inventari del Patrimoni Arquitectònic de Catalunya.

## Descripció
És una església de tres naus amb la central més elevada i amb contraforts. Als peus es troba la façana, d'estil barroc, amb un portal d'arc escarser motllurat, amb dues pilastres a banda i banda que aguanten una cornisa molt malmesa a sobre del qual es troben, als extrems, dos petits pinacles rematats en boles. Aquesta façana compta a més a més amb dues obertures circulars situades a l'eix central i dues volutes als costats. La façana acaba en forma semicircular i queda rematada per una cornisa amb poc voladís. El campanar és de base quadrada continuada en octogonal i acabada amb una balustrada o mirador.